# Mademoiselle chante…
Mademoiselle chante… (dt. Das Fräulein singt…) ist das erste Album der französischen Sängerin Patricia Kaas.

## Über das Album
Das Lied Mademoiselle chante le blues des französischen Komponisten Didier Barbelivien wurde Patricia Kaas’ erster großer Hit. Die 1987 erschienene Single erreichte Platz 7 der französischen Singlecharts, die folgende Single D’Allemagne (Platz 11 der französischen Singlecharts) von 1988 findet sich ebenfalls in ihrem kurz darauf erschienenen ersten Album Mademoiselle chante…
Im selben Jahr gewann Kaas den Victoire de la Musique in der Kategorie „Entdeckung des Jahres“.
Die folgenden Lieder wurden als Singles aus dem Album ausgekoppelt:
- Mademoiselle chante le blues (1987 bereits vor dem Erscheinen des Albums veröffentlicht)
- D’Allemagne (1988 bereits vor dem Erscheinen des Albums veröffentlicht)
- Mon mec à moi (1988, Platz 5 der französischen Singlecharts)
- Elle voulait jouer cabaret (1989, Platz 17 der französischen Singlecharts)
- Quand Jimmy dit (1989, Platz 10 der französischen Singlecharts)

## Titelliste
1. Mon mec à moi (Didier Barbelivien, François Bernheim) (4:14)
2. Vénus des abribus (Didier Barbelivien, Elisabeth Depardieu, Dominique Perrier) (3:55)
3. D’Allemagne (Didier Barbelivien) (4:25)
4. Des mensonges en musique (Didier Barbelivien, François Bernheim) (4:19)
5. Un dernier blues (Didier Barbelivien) (1:37)
6. Quand Jimmy dit (Didier Barbelivien, François Bernheim) (3:42)
7. Souvenirs de l’Est (Didier Barbelivien, Phil Barney) (2:56)
8. Elle voulait jouer cabaret (Didier Barbelivien) (4:02)
9. Mademoiselle chante le blues (Didier Barbelivien, Bob Mehdi) (3:48)
10. Chanson d’amour pas finie (Didier Barbelivien, François Bernheim) (1:36)

## Kommerzieller Erfolg

### Chartplatzierungen
Das Album erreichte Platz 2 der französischen Charts, wo es sich mehr als zwei Monate hielt, und blieb insgesamt 64 Wochen in den Top 10 und 118 Wochen in den Top 100.
| ChartsChartplatzierungen | Höchstplatzierung | Wochen |
| ------------------------ | ----------------- | ------ |
| Frankreich (SNEP)        | 2 (118 Wo.)       | 118    |

### Auszeichnungen für Musikverkäufe
Bereits kurz nach dem Erscheinen erhielt es Gold für mehr als 100.000 verkaufte Tonträger, nach drei Monaten sogar Platin (mehr als 350.000 verkaufte Tonträger). Insgesamt wurde das Album laut Auszeichnungen bis heute weltweit mehr als 1,1 Millionen Mal verkauft.
| Land/Region       | Auszeichnungen für Musikverkäufe (Land/Region, Auszeichnung, Verkäufe) | Verkäufe  |
| ----------------- | ---------------------------------------------------------------------- | --------- |
| Frankreich (SNEP) | Diamant                                                                | 1.000.000 |
| Kanada (MC)       | Gold                                                                   | 50.000    |
| Schweiz (IFPI)    | 2× Platin                                                              | 100.000   |
| Insgesamt         | 1× Gold · 2× Platin · 1× Diamant ·                                     | 1.150.000 |